# Мърдраал
Мърдраалите (на английски: Myrddraal) са фантастични същества, създадени от Робърт Джордан в поредицата му „Колелото на Времето“. В света на „Колелото“ са известни като Чезнещи, Получовеци, Безоки, Сенчести, Неродени (Fade, Halfman, Eyeless, Lurk).

## Характеристика
Мърдраалът е дете на тролоци, в което избива човешката страна. Представлява хуманоид с бяла кожа и без очи, често носещ черен плащ и яхнал кон. Според Агинор съществуват по различен начин в пространството и времето – проява на това е способността им да пътуват през сенките, както и това, че вятърът не развява плащовете им.

## Способности
Мърдраалът е единственото създание, което може да упражнява власт върху тролоци, макар понякога те да предават водача си. За да предотврати това, Сенчестият често свързва подчинените си тролоци със себе си, така че, ако той умре, те загиват в мъчителна агония.
Чезнещите са умели воини, способни да победят половин дузина обучени войници. Само опитен майстор на меча може да им окаже адекватна съпротива. Мечовете на мърдраалите са от черен метал и силно отровни – дори драскотина може да убие човек. Друга особеност на Сенчестите е, че всяват парализиращ страх с поглед. Кръвта им действа разяждащо на металните остриета. Малко са известните им слабости, но една от тях е в това, че проявяват неохота да прекосяват течаща вода.